# Нахімовський сільський округ
Нахі́мовський сільський округ (каз. Нахимовка ауылдық округі, рос. Нахимовский сельский округ) — адміністративна одиниця у складі Жаркаїнського району Акмолинської області Казахстану. Адміністративний центр — село Нахімовка.
Населення — 267 осіб (2021; 570 у 2009, 1426 у 1999, 2683 у 1989).
Станом на 1989 рік існували Баранкольська сільська рада (села Бапалак, Баранколь), Кумсуатська сільська рада (село Кумсуат), Львівська сільська рада (село Львівське) та Нахімовська сільська рада (села Абалсай, Нахімовка) колишнього Жанадалинського району. 1993 року Баранкольська та Кумсуатська сільради утворили Баранкульський сільський округ, Львівська та Нахімовська сільради — Нахімовський сільський округ. 2000 року зі складу Баранкульського округу виділено Кумсуатський сільський округ, зі складу Нахімовського округу — Львівський сільський округ. 2001 року були ліквідовані села Бапалак та Обалсай. 2010 року Баранкульський сільський округ було приєднано до Нахімовського.

## Склад
До складу округу входять такі населені пункти:
| Населений пункт | Населення, осіб (1989) | Населення, осіб (1999) | Населення, осіб (2009) | Населення, осіб (2021) |
| --------------- | ---------------------- | ---------------------- | ---------------------- | ---------------------- |
| Бапалак, село   | 44                     | 0                      | -                      |                        |
| Баранкуль, село | 1253                   | 631                    | 231                    | 88                     |
| Нахімовка, село | 1317                   | 795                    | 339                    | 179                    |
| Обалсай, село   | 69                     | 0                      | -                      |                        |